# Armintie Herrington
Armintie Herrington (connue jusque fin 2012 comme Armintie Price) née le 3 avril 1985, est une joueuse américaine professionnelle américaine de basket-ball, devenue entraîneuse. Elle évolue à l'Université du Mississippi puis est sélectionnée au 3e rang par le Sky de Chicago lors de la draft WNBA 2007.

## Carrière au lycée
Elle déménage à Myrtle, Mississippi avant le lycée. Arrière d'1,75 m, Price est une joueuse star du lycée Myrtle. Elle réalise des moyennes de 31,0 points, 22,0 rebonds, 6,0 passes décisives et 5,0 interceptions lors de son année senior. Douée pour l'athlétisme, elle mène son lycée de Myrtle aux titres de champion « Class 1A » 2001, 2002 et 2003 en athlétisme et est championne de l'État à 15 reprises, gagnant les titres aux 100 mètres haies, en saut en longueur, aux 200 mètres, aux 4x100 mètres et aux 4x200 mètres lors de ses années sophomore, junior et senior.

## Carrière universitaire
Price devient l'une des athlètes les plus primées de l'histoire de l'université du Mississippi. Lors de son année senior, elle est la meilleure marqueuse de son équipe avec 18,1 points par match, la classant au second rang de la Southeastern Conference (SEC) et au 32e rang de la National Collegiate Athletic Association (NCAA). Ses 3,8 interceptions par match la place au 1er rang de la NCAA, alors qu'elle est 4e au classement des passes décisives de la SEC avec 4,8 par match. Price est seulement la cinquième joueuse de l'histoire de la NCAA à inscrire 2 000 points, 1 000 rebonds, 300 passes décisives et 300 interceptions rejoignant Cheryl Miller, Chamique Holdsclaw, Tamika Catchings et Sophia Young. Elle est désignée SEC Defensive Player of the Year 2007 (meilleure joueuse défensive de la SEC), devenant la première joueuse de l'histoire de la ligue à remporter ce titre à deux reprises. Elle fut élue dans la All-SEC First Team 2007 par les entraîneurs, année lors de laquelle l'université atteint l'Elite Eight.

## Carrière WNBA
Le lendemain de son 22e anniversaire, Price est choisie au 3e rang de la draft WNBA 2007 par les Sky de Chicago, une équipe nouvellement créée de la WNBA. Elle devient la première joueuse des Rebels d'Ole Miss à être sélectionnée au premier tour. Elle est la deuxième joueuse des Rebels à être choisie lors d'une draft (Saundra Jackson fut choisie au troisième rang de la draft WNBA 2002). Le 8 septembre 2007, Price est nommée WNBA Rookie of the Year.
Elle est échangée contre Tamera Young le 12 août 2009 et rejoint le Dream d'Atlanta.
En 2011, elle est nommée dans le deuxième cinq défensif de la WNBA en compagnie de Sancho Lyttle, Tina Charles, Katie Douglas, Swin Cash.
Après une 2014 à 3,9 points, 2,8 rebonds et 1,9 passe décisive aux Sparks de Los Angeles, elle est signée par les Mystics de Washington.
En septembre 2015, elle annonce prendre sa retraite sportive.

## À l'étranger
En janvier 2013, elle rejoint la lanterne rouge du championnat turc Beşiktaş JK. En 11 rencontres, elle inscrit en moyenne 9,5 points, 4,7 rebonds, 4,1 passes décisives and 3,6 interceptions.

## Entraîneuse
Après avoir déjà assuré ce rôle de 2009 à 2012, elle est nommée en mai 2018 entraîneuse-adjointe des Rebels d'Ole Miss.

## Distinctions personnelles
- Rookie de l'année de la saison 2007[9]
- Meilleur cinq défensif de la WNBA 2013
- Second cinq défensif de la WNBA 2011, 2012